# Quibor
Quibor – miasto na północnym zachodzie Wenezueli w stanie Lara. Zostało założone w 1620 roku, przez miejscowość przebiega Droga Panamerykańska.

## Demografia
Miasto według spisu powszechnego 21 października 2001 roku liczyło 32 408, 30 października 2011 ludność Quibor wynosiła 39 789 .